# 高橋久美子 (アニメーター)
高橋 久美子（たかはし くみこ、1962年2月20日 - ）は、日本の女性アニメーター、キャラクターデザイナー。埼玉県出身。

## 来歴
高校卒業後、サンライズ（現：バンダイナムコフィルムワークス）の入社試験に合格するが、同社スタジオには入らず、佐藤元と共に安彦良和率いるアニメスタジオ「九月社」に配属される。
九月社解散後はサンライズ第7スタジオを経てマッドハウスに席を置く。『D・N・A² 〜何処かで失くしたあいつのアイツ〜』、『鉄腕バーディー』や『カードキャプターさくら』などのキャラクターデザインを手がけた。『カードキャプターさくら』制作途中にメンタル不調で休職してからは特定のスタジオに長期間席を置かず、作品契約でサンライズやボンズと仕事するようになる。
2023年12月、自身初の画集となる『高橋久美子アニメーションワークス』（スタイル）を刊行する。同書のインタビューにおいて、『赤髪の白雪姫』を最後にアニメーターの活動をリタイアしており、現在は版権イラストや制作期間に余裕がある作品のキャラクターデザインを手掛けるのみと語っている。

## 参加作品

### テレビアニメ
1984年
- 銀河漂流バイファム（原画）
- 巨神ゴーグ（原画）
- 星銃士ビスマルク（原画）

1985年
- うる星やつら（原画）
- 機動戦士Ζガンダム（原画）
- ダーティペア（原画）

1987年
- シティーハンター（原画）

1988年
- シティーハンター 2（作画監督・原画）

1989年
- シティーハンター 3（原画）

1991年
- YAWARA!（原画）

1992年
- ヤダモン（原画）

1994年
- D・N・A² 〜何処かで失くしたあいつのアイツ〜（キャラクターデザイン・作画監督・OP原画）

1995年
- あずきちゃん（原画）

1998年
- カードキャプターさくら（キャラクターデザイン・作画監督）
- TRIGUN（原画）

2002年
- Witch Hunter ROBIN（キャラクターデザイン・作画監督（キャラクター））

2003年
- スクラップド・プリンセス（原画）

2004年
- 犬夜叉（作画監督・原画）
- KURAU Phantom Memory（作画監督）
- 蒼穹のファフナー（原画）
- 鋼の錬金術師（作画監督・作画監督補佐・原画）

2005年
- 交響詩篇エウレカセブン（作画監督補佐）

2006年
- 桜蘭高校ホスト部（キャラクターデザイン・総作画監督）
- 天保異聞 妖奇士（作画監督協力）

2007年
- DARKER THAN BLACK -黒の契約者-（作画監督）

2008年
- 結界師（原画）

2015年
- 赤髪の白雪姫（-2016年、キャラクターデザイン・総作画監督）

### 劇場アニメ
1982年
- 機動戦士ガンダムIII めぐりあい宇宙編（動画）

1984年
- キン肉マン 奪われたチャンピオンベルト（動画）

1985年
- うる星やつら3 リメンバー・マイ・ラブ（原画）
- 忍者ハットリくん+パーマン 忍者怪獣ジッポウVSミラクル卵（動画）

1986年
- うる星やつら4 ラム・ザ・フォーエバー（原画）
- アリオン（作画監督補佐）

1989年
- シティーハンター 愛と宿命のマグナム（原画）

1990年
- 風の名はアムネジア（作画監督・原画）

1991年
- うる星やつら いつだってマイ・ダーリン（キャラクターデザイン・作画監督）

1993年
- 獣兵衛忍風帖（原画）

1999年
- 劇場版カードキャプターさくら（キャラクターデザイン・作画監督）

2000年
- 劇場版カードキャプターさくら 封印されたカード（キャラクターデザイン）

2005年
- 劇場版 鋼の錬金術師 シャンバラを征く者（作画監督協力・原画）

2018年
- 機動戦士ガンダムNT（メインキャラクター原案）

2019年
- 劇場版シティーハンター 〈新宿プライベート・アイズ〉（キャラクターデザイン）

### OVA
1986年
- Call Me トゥナイト（キャラクターデザイン・作画監督）

1987年
- 学園特捜ヒカルオン（原画）
- 戦国奇譚妖刀伝 -破獄の章-（原画）

1989年
- アッセンブル・インサート（原画）

1992年
- 東京BABYLON（キャラクターデザイン・作画監督）

1993年
- お洒落小僧は花マルッ（原画）
- POPS（原画）
- 人魚の傷（キャラクターデザイン・作画監督）

1994年
- なつきクライシス（原画）
- ファイナルファンタジー（原画）
- 東京BABYLON 2（キャラクターデザイン・作画監督）
- CLAMP IN WONDERLAND（キャラクターデザイン・作画監督）

1995年
- 魔物ハンター妖子5 光陰覇王の乱（原画）

1996年
- 鉄腕バーディー（キャラクターデザイン・作画監督）

2010年
- 機動戦士ガンダムUC（キャラクターデザイン・原画）

### 画集
- 小黒祐一郎（企画）『高橋久美子アニメーションワークス』スタイル、2023年12月。ISBN 978-4-90-294853-0。